# 政策大辯論
《政策大辯論》（The Policy Debate），是亞洲電視製作的時事通識節目，為《特首大辯論》的續集，由胡恩威主持，每集就市民最關切的社會議題邀請社會各階層人士進行辯論。節目於2012年4月22日首播，逢星期日晚上10:00於本港台播出，逢星期日晚上11:50於亞洲台播出。

## 節目簡介
亞洲電視繼舉辦《特首大辯論》之後，再舉辦全港大型辯論比賽《政策大辯論》，邀請社會各階層人士，就市民最關切的社會議題(包括2017年普選、全民退休保障計劃、15年免費教育等)作辯論，發表不同意見、凝聚各界聲音。
每集會邀請四位參賽者參與辯論，就香港市民最關心的政治議題作出多角度的辯論。還會有現場觀眾即時質詢提問。

## 環節
- 『我的表態』﹕ 參賽者代表不同界別人士，在兩分鐘限時內，對大會所定議題發表個人意見，提出個別的政策建議。
- 『觀眾大質詢』﹕ 參賽者要面對現場觀眾的即時提問和質詢，解答觀眾疑問。
- 『激辯擂台』﹕ 四位參賽者以口才較量，即時激辯，尋找最佳方法。
- 『結案陳詞』 ﹕四位參賽者將獲2分鐘時間，作出最後總結。

## 每集記錄
| 集數 | 播映日期 | 嘉賓                             | 內容         |
| 01   | 4月22日  | 歐陽冠東、何濼生、陳浩濂、孫柏文 | 全民退休保障 |
| 02   | 4月29日  | 靳埭強、馬逢國、蕭競聰、陳清僑   | 文化藝術     |
| 03   | 5月6日   | 李慧琼、戴耀廷、陳婉嫻、單仲楷   | 2017普選特首 |
| 04   | 5月13日  | 尹兆堅、黃楚峰、陳文鴻、何民傑   | 地區行政     |
| 05   | 5月20日  | 何來、香富立、候志輝、黃成智     | 單車政策     |
| 06   | 5月27日  | 馮偉華、戴希立、何世敏、汪國成   | 新高中學制   |
| 07   | 6月3日   | 李家良、陳繼偉、方國珊、范國威   | 將軍澳規劃   |
| 08   | 6月17日  | 陸頌雄、周永勤、鄺俊宇、朱凱迪   | 天水圍規劃   |
| 09   | 6月23日  | 衛煥南、鄭泳舜、李祺逢           | 深水埗規劃   |

## 電視節目變遷
| 香港 亞洲電視 本港台 星期日22:00-23:00節目 | 香港 亞洲電視 本港台 星期日22:00-23:00節目 | 香港 亞洲電視 本港台 星期日22:00-23:00節目 |
| ------------------------------------------ | ------------------------------------------ | ------------------------------------------ |
|                                            | 政策大辯論 （2012年4月22日－）             |                                            |
| 蔡瀾亞洲一樂也 終極版 (21:30-23:00)        | 未定                                       |                                            |

## 外部連結
- 我要做特首-政策大辯論
- 我要做特首 Facebook